# Timawa

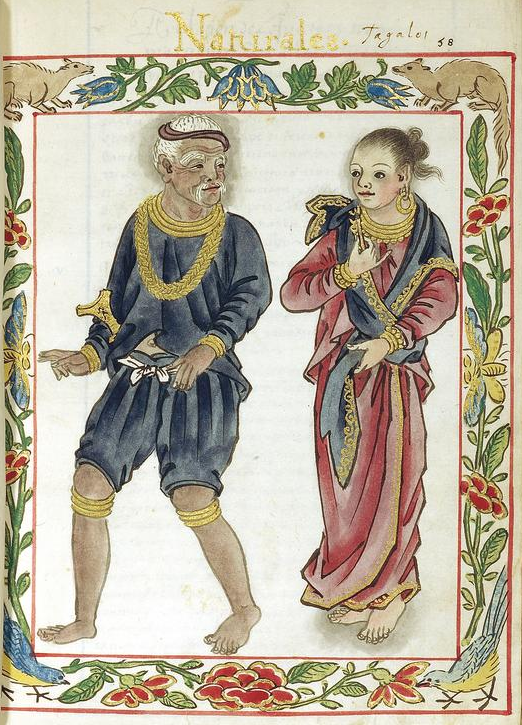
Timawa-Paar, dargestellt im Boxer Kodex, um 1595

Timawa wurden Mitglieder der vorkolonialen feudalen Tagalog-Gesellschaft auf der Insel Luzon, Philippinen,  genannt. Sie hatten die gleichen Rechte und Pflichten wie die gesellschaftlich unter ihnen stehende Klasse der Maharlika und bildeten die zweite Klasse im Gesellschaftssystem der vorkolonialen Tagalog-Gesellschaft. Sie waren freie Gefolgsleute eines Datus, Rajah oder Lakan. Die Klasse der Timawas war aus heutiger Sicht ein Äquivalent zu den europäischen adligen Grundherren des frühen Mittelalters.  
Sie waren freie gemeine Mitglieder der Gesellschaft und brauchten keine Tribute an die aristokratische Klasse der Maginoo zu entrichten. Die Timawa besaßen ihr eigenes Land und konnten freiwillig, von Zeit zu Zeit, die Felder der aristokratischen Datus bestellen oder sich anderweitig in der Gemeinschaft nützlich zu machen. Ihnen war es freigestellt den Stamm oder Führer zu wechseln. Die Timawas standen in der hierarchisch strukturierten Gesellschaft über den Maharlikas und den unfreien Alipin, die letzteren stellten die gesellschaftliche Basis dar. Das Gesellschaftsmodell der Tagalog-Gesellschaft war im Gegensatz zu vergleichbaren europäischen Gesellschaften jedoch durchlässiger, so dass den Timawas die Möglichkeit offenstand zum Aufstieg in die Klasse der Aristokratie.
Seit Anfang des 17. Jahrhunderts verschwanden die Timawas aus der Tagalog-Gesellschaft, da im Zuge der Kolonialisierung der Philippinen durch Spanien, die Gesellschaft abgeflacht wurde zu einer reinen abhängigen Bauerngesellschaft, die nur noch Tribute an die spanischen Mönchsorden und den Kolonialbeamten zu leisten hatten.
In der Visayas-Region existierte ebenfalls eine Klasse der Timawas, diese waren jedoch im Gegensatz zur Tagalog-Gesellschaft eine Art abhängige Kriegerkaste.